# Городница (Черкасская область)
Городни́ца (укр. Городниця) — село в Уманском районе Черкасской области Украины.
Почтовый индекс — 20383. Телефонный код — 4744.

## Население
Население по переписи 2001 года составляло 1140 человек.

### Языковой состав
Родной язык населения по данным переписи 2001 года:
| Язык       | Численность, чел. | Доля     |
| ---------- | ----------------- | -------- |
| Украинский | 1 116             | 97,90 %  |
| Молдавский | 12                | 1,05 %   |
| Другое     | 12                | 1,05 %   |
| Итого      | 1 140             | 100,00 % |

## Местный совет
20383, Черкасская обл., Уманский р-н, с. Городница, ул. Ленина, 68